# Валієв Чермен Ахсарбекович
Чермен Ахсарбекович Валі́єв (рос. Чермен Ахсарбекович Валиев; нар. 10 грудня 1998, Північна Осетія) — російський та албанський борець вільного стилю осетинського походження, чемпіон Європи серед юніорів та молоді, чемпіон та срібний призер чемпіонатів світу серед молоді, бронзовий призер Олімпійських ігор.

## Життєпис
До 2024 року виступав за збірну Росії. У лютому 2024 стало відомо, що Валієв, слідом за іншими російськими спортсменами, змінив спортивне громадянство і почав виступи за Албанію.
Того ж року на літніх Олімпійських іграх у Парижі дебютував за цю країну. У першому раунді з рахунком 4:3 переміг азербайджанця Турана Байрамова. У другому — з рахунком 5:6 поступився представникові Узбекистану Разамбеку Жамалову. За 10 секунд до кінця Валієв вів у Жамалова 5:4, але на останніх секундах Разамбек отримав одразу два бали через пасивність суперника. Чермен після цього в серцях кинув металеву огорожу в мікст-зоні, назвавши суддів продажними. Після цього Жамалов дійшов до фіналу та став олімпійським чемпіоном, а Валієв у втішному раунді переміг Магомедхабіба Кадимагомедова (AIN) та Віктора Рассадіна (Таджикистан) і став бронзовим медалістом Олімпіади. Бронзова нагорода Валієва стала для Албанії першою олімпійською медаллю за її історію.

## Критика
Міністерство молоді та спорту України включило Чермена Валієва до списку російських та білоруських спортсменів, які підтримують війну в Україні через його приналежність до Центрального спортивного клубу армії Росії.

## Спортивні результати на міжнародних змаганнях

### Виступи на Олімпіадах
| Змагання                    | Збірна  | Вагова категорія          | Місце  |
| --------------------------- | ------- | ------------------------- | ------ |
| Літні Олімпійські ігри 2024 | Албанія | вільна боротьба, до 74 кг | Бронза |

### Виступи на Чемпіонатах Європи
| Змагання                         | Збірна  | Вагова категорія          | Місце  |
| -------------------------------- | ------- | ------------------------- | ------ |
| Чемпіонат Європи з боротьби 2025 | Албанія | вільна боротьба, до 74 кг | Золото |

### Виступи на Кубках світу
| Змагання                    | Збірна | Вагова категорія          | Місце |
| --------------------------- | ------ | ------------------------- | ----- |
| Кубок світу з боротьби 2017 | Росія  | вільна боротьба, до 65 кг | 5     |
| Кубок світу з боротьби 2020 | Росія  | вільна боротьба, до 70 кг | 5     |

### Виступи на інших змаганнях
| Змагання                                                      | Країна  | Вагова категорія          | Місце  |
| ------------------------------------------------------------- | ------- | ------------------------- | ------ |
| Гран-прі «Іван Яригін» 2017                                   | Росія   | вільна боротьба, до 65 кг | Срібло |
| Турнір Олександра Медведя 2017                                | Росія   | вільна боротьба, до 70 кг | 8      |
| Турнір Дмитра Коркіна 2017                                    | Росія   | вільна боротьба, до 70 кг | Бронза |
| Турнір Володимира Семенова 2018                               | Росія   | вільна боротьба, до 70 кг | Золото |
| Турнір Аланії з боротьби 2018                                 | Росія   | вільна боротьба, до 70 кг | 9      |
| Турнір Алі Алієва 2019                                        | Росія   | вільна боротьба, до 70 кг | Бронза |
| Кубок Президента Бурятської Республіки з боротьби 2019        | Росія   | вільна боротьба, до 70 кг | Бронза |
| Чемпіонат Росії з боротьби 2019                               | Росія   | вільна боротьба, до 70 кг | Бронза |
| Турнір Аланії з боротьби 2019                                 | Росія   | вільна боротьба, до 70 кг | Золото |
| Гран-прі «Іван Яригін» 2020                                   | Росія   | вільна боротьба, до 70 кг | Бронза |
| Чемпіонат Росії з боротьби 2020                               | Росія   | вільна боротьба, до 70 кг | Золото |
| Чемпіонат Росії з боротьби 2021                               | Росія   | вільна боротьба, до 70 кг | Бронза |
| Гран-прі «Іван Яригін» 2022                                   | Росія   | вільна боротьба, до 74 кг | Золото |
| Олімпійський кваліфікаційний турнір з боротьби 2024 (Стамбул) | Албанія | вільна боротьба, до 74 кг | Бронза |
| Турнір Мухамета Мало 2024                                     | Албанія | вільна боротьба, до 74 кг | Золото |
| Гран-прі Франції Анрі Деглана 2025                            | Албанія | вільна боротьба, до 74 кг | Золото |
| Турнір Мухамета Мало 2025                                     | Албанія | вільна боротьба, до 74 кг | Золото |

### Виступи на змаганнях молодших вікових груп
| Змагання                                       | Збірна | Вагова категорія          | Місце  |
| ---------------------------------------------- | ------ | ------------------------- | ------ |
| Чемпіонат світу з боротьби серед кадетів 2014  | Росія  | вільна боротьба, до 50 кг | 8      |
| Чемпіонат Європи з боротьби серед юніорів 2018 | Росія  | вільна боротьба, до 70 кг | Золото |
| Чемпіонат світу з боротьби серед молоді 2019   | Росія  | вільна боротьба, до 70 кг | Срібло |
| Чемпіонат Європи з боротьби серед молоді 2021  | Росія  | вільна боротьба, до 74 кг | Золото |
| Чемпіонат світу з боротьби серед молоді 2021   | Росія  | вільна боротьба, до 74 кг | Золото |